# Vaire-Arcier
Vaire-Arcier település Franciaországban, Doubs megyében. Lakosainak száma 542 fő (2013). Vaire-Arcier Vaire-le-Petit, Chalèze, Deluz, Gennes, Nancray, Novillars, Osse és Roche-lez-Beaupré községekkel határos.

## Népesség
A település népessége az elmúlt években az alábbi módon változott:
| Lakosok száma | 381  | 386  | 384  | 449  | 474  | 526  | 515  | 542  |
|               | 1962 | 1968 | 1975 | 1982 | 1990 | 1999 | 2008 | 2013 |